# Белизско-украинские отношения
Белизско-украинские отношения — двусторонние дипломатические отношения между Белизом и украиной.
Белиз признал независимость Украины 1 октября 1999 года, в тот же день страны установили дипломатические отношения.
Интересы граждан Украины в Республике Белиз защищает Посольство Украины в Мексике.

## Торговые отношения
В 2020 году в украинскую экономику поступило 21,5 млн. долларов инвестиций из Белиза (главным образом в сферу производства пищевых продуктов, напитков и табачных изделий, операции с недвижимым имуществом, оптовую и розничную торговлю, профессиональную и научную деятельность и транспорт и связь).
В 2020 году объёмы торговли товарами между Украиной и Белизом составили 2,4 млн. долларов США: объёмы экспорта из Украины в Белиз составили 0,5 млн. долларов США, импорта из Белиза – 1,9 млн. долларов США. Основу украинского экспорта составляют изделия из черных металлов – 65,0%, машины – 21,0%, морские суда – 9,0%, изделия из древесины – 2,5%. Главными товарами, импортируемыми из Белиза в Украину были рыба и ракообразные – 84,61%.
Объёмы торговли услугами между двумя странами в 2020 году составили 7,5 млн. долларов США. Объёмы экспорта услуг из Украины составили 7,4 млн. долларов, импорта из Белиза — 0,1 млн. долларов США. В украинском экспорте преобладают услуги по ремонту и техническому обслуживанию — 37,2%, транспортные услуги — 30,1%, телекоммуникационные, компьютерные и информационные услуги — 17,2%, культурные и рекреационные услуги — 9,5%. Основу импорта услуг из Белиза составляют деловые услуги — 71,3%.